# Turkey Turkey
Turkey Turkey is een single van Dizzy Man's Band. Die band mocht van hun platenlabel al lang geen elpee meer opnemen. Het plaatje is opgenomen onder leiding van een nieuwe muziekproducent. Richard de Bois is vervangen door Eddy Ouwens. De plaats van opname is ongewijzigd: Soundpush Studio te Blaricum.
Turkey Turkey is een lofzang op Turkije. In het lied worden Bursa, İzmir, Ankara Istanboel en de Bosporus genoemd. Op de platenhoes stonden de leden in wat voor Turkse kledij moet doorgaan afgebeeld. In het Duits televisieprogramma Plattenküche ontbrak de buikdanseres evenmin. Desondanks waren er enige misprints in de handel met de opdruk "Turkye Turkye".
De B-kant The most beautiful part of the day is geschreven door Klaas Versteeg, de saxofonist van de band.

## Hitnotering
Een grote hit werd het niet.

### Nederlandse Top 40
| Positie: | 37 | 27 | 25 | 34 | uit |

### NederlandseDaverende 30
| Positie: | 26 | 26 | uit |